# Jenkinshelea distincta
Jenkinshelea distincta är en tvåvingeart som beskrevs av Meillon och Wirth 1983. Jenkinshelea distincta ingår i släktet Jenkinshelea och familjen svidknott. Inga underarter finns listade i Catalogue of Life.